# ビークルバス
ビークルバス（英語: vehicle bus）は、自動車、バス、列車、工業用車両、農業用車両、船舶、航空機などの移動機械（ビークル）の中の構成要素を相互接続する特殊な内部通信ネットワークである。
メッセージ配信の確実性、メッセージの非衝突性、配信時間の最小化、低コスト、電磁ノイズ耐性、冗長ルーティングなど、移動機械制御のための特別な要件があるため、一般的なネットワークプロトコルはあまり使われていない。ビークルバスで使用されるプロトコルには、Controller Area Network(CAN)、Local Interconnect Network(LIN)などがある。Avionics Full-Duplex Switched Ethernet(AFDX)などのARINC 664の実装が使用されている航空機を除き、従来のコンピュータネットワーキング技術（イーサネットやTCP/IPなど）はほとんど使用されていない。AFDXを使用する航空機には、ボーイング787、エアバス A400M、エアバスA380などがある。

## プロトコル
一般的な移動機械用バスのプロトコルとして下記がある:
- CAN - (Controller Area Network) 2010年現在、最も主流な車載ネットワーク。
- FlexRay - CANの次世代プロトコル。名称に反して、光伝送は規格に含まれない。
- LIN - (Local Interconnect Network) 低コストな低速ネットワーク。
- J1939 及び ISO 11783 - CANに合わせた農業用及び商業用自動車用途向け。
- MOST - (Media Oriented Systems Transport) マルチメディア用高速通信インターフェース。
- D2B - (Domestic Digital Bus) マルチメディア用高速通信インターフェース。
- Keyword Protocol 2000 (KWP2000) - 自動車用故障診断向けプロトコル。K-Line及びCANに搭載可能。
- Unified Diagnostic Services (UDS) - 自動車用故障診断サービス。CANに搭載可能。
- DC-BUS
- IDB-1394 - マルチメディア用高速通信インターフェース。民生用のIEEE 1394から派生。
- SMARTwireX
- J1850
- ISO-9141-I/-II
- J1708・J1587
- SPI
- I²C
- VAN - (Vehicle Area Network)